# Projet d'intercomparaison des modèles couplés
Le projet d’intercomparaison des modèles couplés (CMIP pour Coupled model intercomparison project en anglais) est un projet du programme mondial de recherche sur le climat (WCRP).  Ce projet vise à réaliser des simulations climatiques de façons coordonnées entre les différents groupes de recherche, permettant une meilleure estimation et compréhension des différences entre les modèles climatiques.  Il permet, en outre, d’estimer l’incertitude due à l’imperfection des modèles dans l’estimation du changement climatique lié à l’homme. Les résultats des recherches basées sur ces simulations sont pris en compte dans l’évaluation de l’état des connaissances sur le climat par le Groupe d'experts intergouvernemental sur l'évolution du climat (GIEC).
La cinquième phase de ce projet a associé près de 20 centres climatiques du monde entier, et près de 50 modèles climatiques. La sixième phase de ce projet est initiée en 2013 et est analysée dans le rapport du GIEC de 2021.

## Description
CMIP fournit un cadre précis aux équipes développant les modèles climatiques,  qui vise à :
- Évaluer les modèles climatiques
- Améliorer la compréhension du climat
- Estimer les changements climatiques futurs
- Estimer la prévisibilité climatique à l’échelle décennale
- Comprendre les différences entre les projections climatiques provenant de différents modèles

Ce cadre est discuté et défini par les chercheurs.
Ce projet a commencé en 1997, et a depuis évolué au cours de 4 phases successives (il n'existe pas de CMIP4). Chaque phase voit son protocole évoluer en fonction des apprentissages des phases précédentes, tant d’un point de vue technique d’évolution des modèles et de partage de données, que des questions scientifiques posées. Les premières simulations de la prochaine phase (CMIP6) sont prévues courant 2016.  L’ensemble des simulations de l’exercice s’étalera sur quelques années. 

## Protocole
Le protocole varie suivant les phases du projet CMIP, mais le principe reste le même et repose sur l’élaboration d’un jeu de simulations standard précis. Ce jeu de simulations est réalisé par les centres climatiques du monde entier. Parmi les simulations standard de la phase CMIP5, on trouve :
- Les simulations historiques :  Simulation de la période 1850 au présent, c’est-à-dire 2005 pour CMIP5[4] et 2014 pour la prochaine phase CMIP6[3]. Ces simulations couvrent une période durant laquelle on dispose d’un grand nombre d’observations permettant l’évaluation des modèles.
- Les projections climatiques :  Simulation du changement climatique future sur le XXIe siècle. Ces simulations du climat futur sont appelées projections climatiques car elles dépendent fortement des émissions de gaz à effet de serre qui est fonction du cadre socio-économique future et reste donc une inconnue majeure. Plusieurs projections sont réalisées selon différents scénarios d’émission de gaz à effet de serre. La dernière phase du projet (CMIP5) compte 4 scénarios d’émissions allant de scénario d'émission très modéré, supposant l’application de politique de réduction drastique des émissions (scénario RCP2.6), à un scénario d'émission soutenue de gaz à effet de serre durant tout le XXIe siècle (scénario RCP8.5).
- Les prévisions climatiques :  Ces simulations diffèrent des projections climatiques par l’initialisation des modèles par une estimation de l’état observé. Elles visent à reproduire les fluctuations climatiques observées en plus de la réponse aux changements de forçages externes (tels que changements d’activité solaire ou le changement de concentration de gaz à effet de serre)[5].  Plusieurs prévisions du passé sont réalisées, ce qui permet de confronter ces prévisions aux observations et d’évaluer la capacité des modèles à prévoir la variabilité interne du climat .